# Seznam posádek stanice Mir

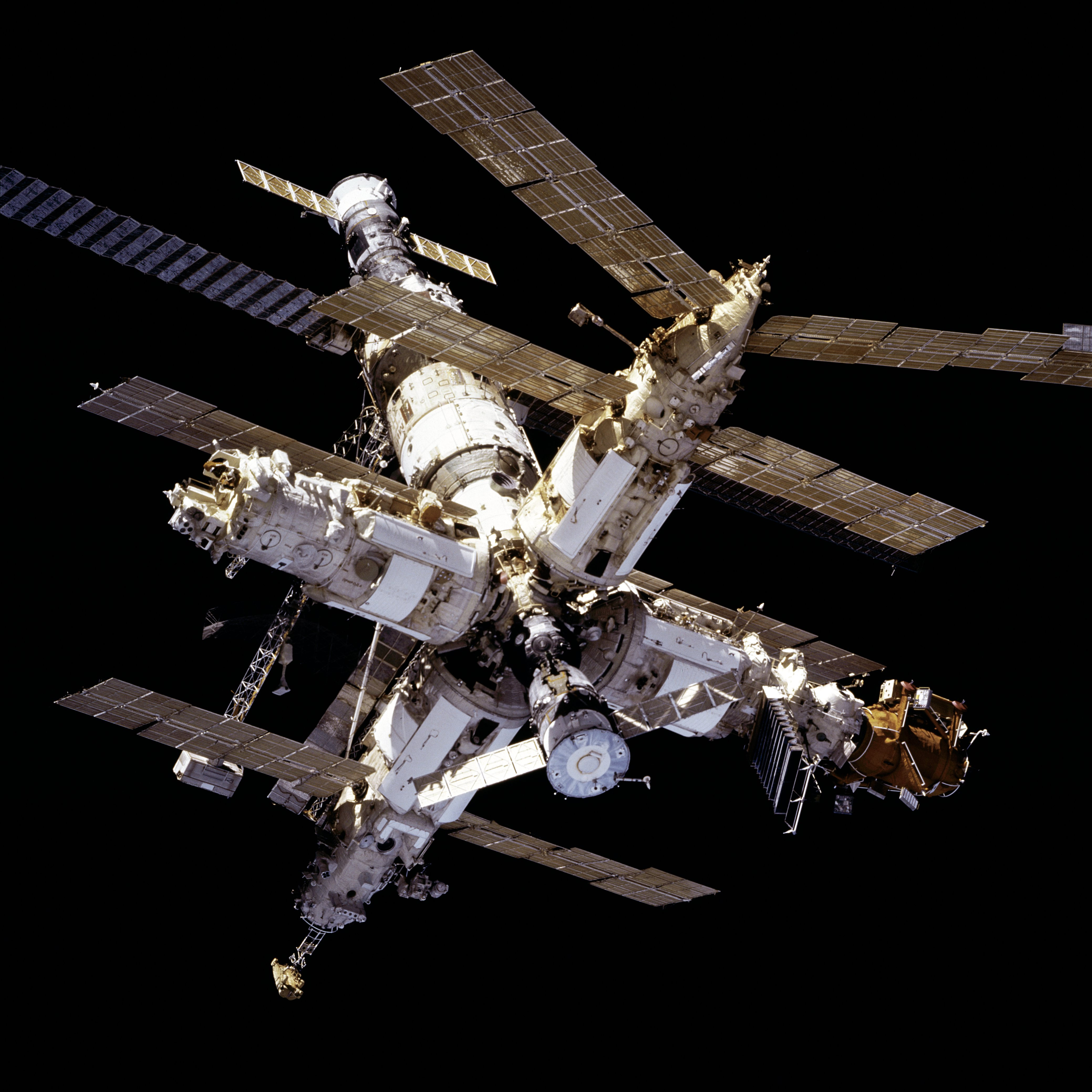
Mir v lednu 1997

Toto je chronologicky řazený seznam posádek stanice Mir. Základní posádky byly dvou nebo tříčlenné týmy kosmonautů zajišťující trvalé obydlení stanice Mir, střídaly se po čtyřech až šesti měsících. Kromě základních posádek na stanici přilétaly na krátkodobé pobyty návštěvnické posádky loděmi Sojuz a Space Shuttle.
Základní posádky Miru se skládaly z velitele (v tabulce uveden tučně) a jednoho či více palubních inženýrů. Jednotlivé základní posádky (rusky основные экспедиции) byly pojmenovány pouze číselným označením pořadí posádky, zkráceně EO-[číslo]; první, označená EO-1 (1-я основная экспедиция), se vydala do vesmíru 13. března 1986 a od té doby do června 2000 na stanici pracovalo celkem 28 základních posádek.
S jedinou výjimkou (3. návštěvní expedice (EP-3) na lodi Sojuz TM-5) návštěvní expedice nelétaly samostatně. Na trojmístných lodích Sojuz, dopravujících střídající členy základních posádek, totiž obvykle zůstala jedno nebo dvě volná místa, která byla obsazována kosmonauty, vracejícími se o týden později s vystřídanou expedicí. Tito kosmonauté byli označováni za návštěvní expedici (rusky экспедиции посещения, zkráceně EP-[číslo]), nejčastěji jednočlennou. Analogicky se základními posádkami byly návštěvní expedice, pojmenovány číselným pořadím, lety se zahraniční účastí byly též označovány názvem programu v jehož rámci let proběhl. První návštěvní expedice (1-я экспедиция посещения) odstartovala k Miru 22. července 1987, sedmnáctá a poslední (slovenský kosmonaut Ivan Bella) 20. února 1999.
Od roku 1995 stanici Mir v rámci programu Shuttle–Mir devětkrát navštívily americké raketoplány.

## Seznam základních a návštěvních posádek Miru
Označení posádek:
- základní posádky – EO-[číslo]
- návštěvní posádky – EP-[číslo] (případně název programu jehož byl let součástí)
- návštěvy raketoplánu – STS-[číslo letu]

Za jménem kosmonauta je uvedena funkce v posádce – velitel, palubní inženýr, kosmonaut-výzkumník, pilot nebo letový specialista, ojediněle též lékař-výzkumník a kosmonaut-výzkumník (lékař) – a mateřská organizace či agentura – Středisko přípravy kosmonautů (CPK), RKK Eněrgija, Institut lékařsko-biologických problémů (IMBP) a Letecko-výzkumný institut (LII) u sovětských/ruských kosmonautů. Ostatní kosmonauti byli do vesmíru vysláni zpravidla státní kosmickou agenturou – francouzskou CNES, německou DLR, kanadskou CSA a NASA Spojených států – nebo šlo o vojáky vybrané vládou (Syřan, Slovák, a další). Členové záložních posádek měli stejné funkce a mateřské organizace jako odpovídající kosmonauti v hlavních posádkách (s výjimkami v 15. a 16. základní expedici).

### První osídlení
Po vypuštění základního bloku Miru 19. února 1986 k němu záhy odstartovala první posádka. Po 51 dnech pobytu na stanici kosmonauti přelétli na stále sloužící Saljut 7.
| Posádka                                                                 | Datum startu, vynášející loď            | Doba pobytu                        | Datum odletu, odletová loď             | Záložní posádka                                  |
| 1. základní expedice (EO-1)                                             | 1. základní expedice (EO-1)             | 1. základní expedice (EO-1)        | 1. základní expedice (EO-1)            | 1. základní expedice (EO-1)                      |
| ----------------------------------------------------------------------- | --------------------------------------- | ---------------------------------- | -------------------------------------- | ------------------------------------------------ |
| Leonid Kizim, velitel, CPK Vladimir Solovjov, palubní inženýr, Eněrgija | 13. březen 1986 12:33:09 UTC Sojuz T-15 | (50 dní 22 hodin 34 minut na Miru) | 5. květen 1986 12:12:00 UTC Sojuz T-15 | Alexandr Viktorenko Alexandr Pavlovič Alexandrov |

### Druhé osídlení
Po sedmitýdenním pobytu na Saljutu 7 se Kizim a Solovjov vrátili na Mir s nákladem 400 kg přístrojů a výsledků experimentů.
| Posádka                                                                 | Datum příletu, příletová loď            | Doba letu                                                   | Datum přistání, návratová loď             |
| 1. základní expedice (EO-1)                                             | 1. základní expedice (EO-1)             | 1. základní expedice (EO-1)                                 | 1. základní expedice (EO-1)               |
| ----------------------------------------------------------------------- | --------------------------------------- | ----------------------------------------------------------- | ----------------------------------------- |
| Leonid Kizim, velitel, CPK Vladimir Solovjov, palubní inženýr, Eněrgija | 26. červen 1986 19:48:00 UTC Sojuz T-15 | (19 dní 12 hodin 21 minut na Miru) 125 dní 0 hodin 1 minuta | 16. červenec 1986 12:34:05 UTC Sojuz T-15 |

### Třetí osídlení
| Posádka | Datum startu, vynášející loď              | Doba letu                   | Datum přistání, návratová loď             | Záložní posádka                                       |                             |
| 2. základní expedice (EO-2) | 2. základní expedice (EO-2)               | 2. základní expedice (EO-2) | 2. základní expedice (EO-2)               | 2. základní expedice (EO-2)                           | 2. základní expedice (EO-2) |
| --- | ----------------------------------------- | --------------------------- | ----------------------------------------- | ----------------------------------------------------- | --------------------------- |
| Jurij Romaněnko, velitel, CPK | 5. únor 1987 21:38:16 UTC Sojuz TM-2      | 326 dní 11 hodin 38 minut   | 29. prosinec 1987 09:16:15 UTC Sojuz TM-3 | Vladimir Titov                                        |                             |
| Alexandr Lavejkin, palubní inženýr, Eněrgija | 5. únor 1987 21:38:16 UTC Sojuz TM-2      | 174 dní 3 hodiny 26 minut   | 30. červenec 1987 01:04:12 UTC Sojuz TM-2 | Alexandr Serebrov                                     |                             |
| Alexandr Pavlovič Alexandrov, palubní inženýr, Eněrgija                                                                                           | 22. červenec 1987 01:59:17 UTC Sojuz TM-3 | 160 dní 7 hodin 17 minut    | 29. prosinec 1987 09:16:15 UTC Sojuz TM-3 | Viktor Savinych                                       |                             |
| 1. návštěvní expedice (EP-1) |                                           |                             |                                           |                                                       |                             |
| Alexandr Viktorenko, velitel, CPK Muhammed Ahmad Fáris, kosmonaut-výzkumník, Letectvo Sýrie                                                       | 22. červenec 1987 01:59:17 UTC Sojuz TM-3 | 7 dní 23 hodin 5 minut      | 30. červenec 1987 01:04:12 UTC Sojuz TM-2 | Anatolij Solovjov Munir Chabib                        |                             |
| 3. základní expedice (EO-3) |                                           |                             |                                           |                                                       |                             |
| Vladimir Titov, velitel, CPK Musa Manarov, palubní inženýr, Eněrgija                                                                              | 21. prosinec 1987 11:18:03 UTC Sojuz TM-4 | 365 dní 22 hodin 39 minut   | 21. prosinec 1988 09:57:00 UTC Sojuz TM-6 | Alexandr Volkov Alexandr Kaleri                       |                             |
| Valerij Poljakov, lékař-výzkumník, IMBP | 29. srpen 1988 04:23:11 UTC Sojuz TM-6    | přešel do EO-4              | přešel do EO-4                            | German Arzamazov                                      |                             |
| 2. návštěvní expedice (EP-2) |                                           |                             |                                           |                                                       |                             |
| Anatolij Levčenko, kosmonaut-výzkumník, LII | 21. prosinec 1987 11:18:03 UTC Sojuz TM-4 | 7 dní 21 hodin 58 minut     | 29. prosinec 1987 09:16:15 UTC Sojuz TM-3 | Alexandr Ščukin                                       |                             |
| 3. návštěvní expedice (EP-3, program Šipka) |                                           |                             |                                           |                                                       |                             |
| Anatolij Solovjov, velitel, CPK Viktor Savinych, palubní inženýr, Eněrgija Alexandr Panajotov Alexandrov, kosmonaut-výzkumník, Letectvo Bulharska | 7. červen 1988 14:03:13 UTC Sojuz TM-5    | 9 dní 20 hodin 9 minut      | 17. červen 1988 10:12:32 UTC Sojuz TM-4   | Vladimir Ljachov Alexandr Serebrov, Krasimir Stojanov |                             |
| 4. návštěvní expedice (EP-4) |                                           |                             |                                           |                                                       |                             |
| Vladimir Ljachov, velitel, CPK Abdul Ahad Mómand, kosmonaut-výzkumník, Letectvo Afghánistánu                                                      | 29. srpen 1988 04:23:11 UTC Sojuz TM-6    | 8 dní 20 hodin 26 minut     | 7. září 1988 00:49:38 UTC Sojuz TM-5      | Anatolij Berezovoj Mohammad Daurán Ghalám Masúm       |                             |
| 4. základní expedice (EO-4) |                                           |                             |                                           |                                                       |                             |
| Alexandr Volkov, velitel, CPK Sergej Krikaljov, palubní inženýr, Eněrgija                                                                         | 26. listopad 1988 15:49:34 UTC Sojuz TM-7 | 151 dní 11 hodin 8 minut    | 27. duben 1989 02:57:58 UTC Sojuz TM-7    | Alexandr Viktorenko Alexandr Serebrov                 |                             |
| Valerij Poljakov, lékař-výzkumník, IMBP | přešel z EO-3                             | 240 dní 22 hodin 35 minut   | 27. duben 1989 02:57:58 UTC Sojuz TM-7    | přešel z EO-3                                         |                             |
| 5. návštěvní expedice (EP-5, program Aragatz) |                                           |                             |                                           |                                                       |                             |
| Jean-Loup Chrétien, kosmonaut-výzkumník, CNES | 26. listopad 1988 15:49:34 UTC Sojuz TM-7 | 24 dní 18 hodin 7 minut     | 21. prosinec 1988 09:57:00 UTC Sojuz TM-6 | Michel Tognini                                        |                             |

### Čtvrté osídlení
| Posádka | Datum startu, vynášejíc loď                         | Doba letu                   | Datum přistání, návratová loď                        | Záložní posádka                                                   |                             |
| 5. základní expedice (EO-5) | 5. základní expedice (EO-5)                         | 5. základní expedice (EO-5) | 5. základní expedice (EO-5)                          | 5. základní expedice (EO-5)                                       | 5. základní expedice (EO-5) |
| --- | --------------------------------------------------- | --------------------------- | ---------------------------------------------------- | ----------------------------------------------------------------- | --------------------------- |
| Alexandr Viktorenko, velitel, CPK Alexandr Serebrov, palubní inženýr, Eněrgija | 5. září 1989 21:38:03 UTC Sojuz TM-8                | 166 dní 6 hodin 58 minut    | 19. únor 1990 04:36:18 UTC Sojuz TM-8                | Anatolij Solovjov Alexandr Balandin                               |                             |
| 6. základní expedice (EO-6) |                                                     |                             |                                                      |                                                                   |                             |
| Anatolij Solovjov, velitel, CPK Alexandr Balandin, palubní inženýr, Eněrgija | 11. únor 1990 06:16:00 UTC Sojuz TM-9               | 179 dní 1 hodina 18 minut   | 9. srpen 1990 07:33:57 UTC Sojuz TM-9                | Gennadij Manakov Gennadij Strekalov                               |                             |
| 7. základní expedice (EO-7) |                                                     |                             |                                                      |                                                                   |                             |
| Gennadij Manakov, velitel, CPK Gennadij Strekalov, palubní inženýr, Eněrgija | 1. srpen 1990 09:32:21 UTC Sojuz TM-10              | 130 dní 20 hodin 36 minut   | 10. prosinec 1990 06:08:12 UTC Sojuz TM-10           | Viktor Afanasjev Musa Manarov                                     |                             |
| 8. základní expedice (EO-8) |                                                     |                             |                                                      |                                                                   |                             |
| Viktor Afanasjev, velitel, CPK Musa Manarov, palubní inženýr, Eněrgija | 2. prosinec 1990 08:13:32 UTC Sojuz TM-11           | 175 dní 1 hodina 51 minut   | 26. květen 1991 10:04:13 UTC Sojuz TM-11             | Anatolij Arcebarskij Sergej Krikaljov                             |                             |
| 6. návštěvní expedice (EP-6) |                                                     |                             |                                                      |                                                                   |                             |
| Tojohiro Akijama, kosmonaut výzkumník, televizní stanice TBS | 2. prosinec 1990 08:13:32 UTC Sojuz TM-11           | 7 dní 21 hodin 55 minut     | 10. prosinec 1990 06:08:12 UTC Sojuz TM-10           | Rjóko Kikučiová                                                   |                             |
| 9. základní expedice (EO-9) |                                                     |                             |                                                      |                                                                   |                             |
| Anatolij Arcebarskij, velitel, CPK | 18. květen 1991 12:50:28 UTC Sojuz TM-12            | 144 dní 15 hodin 22 minut   | 10. říjen 1991 04:12:18 UTC Sojuz TM-12              | Alexandr Volkov                                                   |                             |
| Sergej Krikaljov, palubní inženýr, Eněrgija | 18. květen 1991 12:50:28 UTC Sojuz TM-12            | přešel do EO-10             | přešel do EO-10                                      | Alexandr Kaleri                                                   |                             |
| 7. návštěvní expedice (EP-7, program Juno) |                                                     |                             |                                                      |                                                                   |                             |
| Helen Sharmanová, kosmonaut-výzkumník, program Juno | 18. květen 1991 12:50:28 UTC Sojuz TM-12            | 7 dní 21 hodin 14 minut     | 26. květen 1991 10:04:13 UTC Sojuz TM-11             | Timothy Mace                                                      |                             |
| 10. základní expedice(EO-10) |                                                     |                             |                                                      |                                                                   |                             |
| / Alexandr Volkov, velitel, CPK | 2. říjen 1991 05:59:38 UTC Sojuz TM-13              | 175 dní 2 hodiny 52 minut   | 25. březen 1992 08:51:22 UTC Sojuz TM-13             | Alexandr Viktorenko                                               |                             |
| / Sergej Krikaljov, palubní inženýr, Eněrgija | přešel z EO-9                                       | 311 dní 20 hodin 1 minuta   | 25. březen 1992 08:51:22 UTC Sojuz TM-13             | přešel z EO-9                                                     |                             |
| 8. návštěvní expedice (EP-8, program AustroMir 91) |                                                     |                             |                                                      |                                                                   |                             |
| Toktar Aubakirov, kosmonaut-výzkumník, „Kazašský kosmický program“ Franz Viehböck, kosmonaut-výzkumník, program AustroMir 91 | 2. říjen 1991 05:59:38 UTC Sojuz TM-13              | 7 dní 22 hodin 13 minut     | 10. říjen 1991 04:12:18 UTC Sojuz TM-12              | Talgat Musabajev Clemens Lothaller                                |                             |
| 11. základní expedice (EO-11) |                                                     |                             |                                                      |                                                                   |                             |
| Alexandr Viktorenko, velitel, CPK Alexandr Kaleri, palubní inženýr, Eněrgija | 17. březen 1992 10:54:30 UTC Sojuz TM-14            | 145 dní 14 hodin 11 minut   | 10. srpen 1992 01:05:02 UTC Sojuz TM-14              | Anatolij Solovjov Sergej Avdějev                                  |                             |
| 9. návštěvní expedice (EP-9, program Mir 92) |                                                     |                             |                                                      |                                                                   |                             |
| Klaus-Dietrich Flade, kosmonaut-výzkumník, DLR | 17. březen 1992 10:54:30 UTC Sojuz TM-14            | 7 dní 21 hodin 56 minut     | 25. březen 1992 08:51:22 UTC Sojuz TM-13             | Ewald Reinhold                                                    |                             |
| 12. základní expedice (EO-12) |                                                     |                             |                                                      |                                                                   |                             |
| Anatolij Solovjov, velitel, CPK Sergej Avdějev, palubní inženýr, Eněrgija | 27. červenec 1992 06:08:42 UTC Sojuz TM-15          | 188 dní 21 hodin 41 minut   | 1. únor 1993 03:49:57 UTC Sojuz TM-15                | Gennadij Manakov Alexandr Poleščuk                                |                             |
| 10. návštěvní expedice (EP-10, program Antarès) |                                                     |                             |                                                      |                                                                   |                             |
| Michel Tognini, kosmonaut-výzkumník, CNES | 27. červenec 1992 06:08:42 UTC Sojuz TM-15          | 13 dní 18 hodin 56 minut    | 10. srpen 1992 01:05:02 UTC Sojuz TM-14              | Jean-Pierre Haigneré                                              |                             |
| 13. základní expedice (EO-13) |                                                     |                             |                                                      |                                                                   |                             |
| Gennadij Manakov, velitel, CPK Alexandr Poleščuk, palubní inženýr, Eněrgija | 24. leden 1993 05:58:05 UTC Sojuz TM-16             | 179 dní 0 hodin 44 minut    | 22. červenec 1993 06:41:50 UTC Sojuz TM-16           | Vasilij Ciblijev Jurij Usačov                                     |                             |
| 14. základní expedice (EO-14) |                                                     |                             |                                                      |                                                                   |                             |
| Vasilij Ciblijev, velitel, CPK Alexandr Serebrov, palubní inženýr, Eněrgija | 1. červenec 1993 14:32:58 UTC Sojuz TM-17           | 196 dní 17 hodin 45 minut   | 14. leden 1994 08:18:20 UTC Sojuz TM-17              | Viktor Afanasjev Jurij Usačov                                     |                             |
| 11. návštěvní expedice (EP-11, program Altaïr) |                                                     |                             |                                                      |                                                                   |                             |
| Jean-Pierre Haigneré, kosmonaut-výzkumník, CNES | 1. červenec 1993 14:32:58 UTC Sojuz TM-17           | 20 dní 16 hodin 9 minut     | 22. červenec 1993 06:41:50 UTC Sojuz TM-16           | Claudie André-Deshaysová                                          |                             |
| 15. základní expedice (EO-15) |                                                     |                             |                                                      |                                                                   |                             |
| Viktor Afanasjev, velitel, CPK Jurij Usačov, palubní inženýr, Eněrgija | 8. leden 1994 10:05:34 UTC Sojuz TM-18              | 182 dní 0 hodin 27 minut    | 9. červenec 1994 10:32:35 UTC Sojuz TM-18            | Jurij Malenčenko Talgat Musabajev, palubní inženýr, CPK           |                             |
| Valerij Poljakov, kosmonaut-výzkumník (lékař), IMBP | 8. leden 1994 10:05:34 UTC Sojuz TM-18              | přešel do EO-16             | přešel do EO-16                                      | Gennadij Arzamazov                                                |                             |
| 16. základní expedice (EO-16) |                                                     |                             |                                                      |                                                                   |                             |
| Jurij Malenčenko, velitel, CPK Talgat Musabajev, palubní inženýr, CPK | 1. červenec 1994 12:24:50 UTC Sojuz TM-19           | 125 dní 22 hodin 54 minut   | 4. listopad 1994 11:18:26 UTC Sojuz TM-19            | Alexandr Viktorenko Jelena Kondakovová, palubní inženýr, Eněrgija |                             |
| Valerij Poljakov, kosmonaut-výzkumník (lékař), IMBP | přešel z EO-15                                      | přešel do EO-17             | přešel do EO-17                                      | přešel do EO-17                                                   |                             |
| 17. základní expedice (EO-17) |                                                     |                             |                                                      |                                                                   |                             |
| Alexandr Viktorenko, velitel, CPK Jelena Kondakovová, palubní inženýr, Eněrgija | 3. říjen 1994 22:42:30 UTC Sojuz TM-20              | 169 dní 5 hodin 22 minut    | 22. březen 1995 04:04:05 UTC Sojuz TM-20             | Jurij Gidzenko Sergej Avdějev                                     |                             |
| Valerij Poljakov, kosmonaut-výzkumník (lékař), IMBP | přešel z EO-16                                      | 437 dní 17 hodin 59 minut   | 22. březen 1995 04:04:05 UTC Sojuz TM-20             | přešel z EO-16                                                    |                             |
| 12. návštěvní expedice (EP-12, program Euromir 94) |                                                     |                             |                                                      |                                                                   |                             |
| Ulf Merbold, kosmonaut-výzkumník, ESA | 3. říjen 1994 22:42:30 UTC Sojuz TM-20              | 31 dní 12 hodin 36 minut    | 4. listopad 1994 11:18:26 UTC Sojuz TM-19            | Pedro Duque                                                       |                             |
| 18. základní expedice (EO-18) |                                                     |                             |                                                      |                                                                   |                             |
| Vladimir Děžurov, velitel, CPK Gennadij Strekalov, palubní inženýr, Eněrgija Norman Thagard, palubní inženýr 2, NASA | 14. březen 1995 06:11:34 UTC Sojuz TM-21            | 115 dní 8 hodin 43 minut    | 7. červenec 1995 14:55:28 UTC Atlantis (mise STS-71) | Anatolij Solovjov Nikolaj Budarin Bonnie Dunbarová                |                             |
| STS-71 |                                                     |                             |                                                      |                                                                   |                             |
| Robert Gibson, velitel, NASA Charles Precourt, pilot, NASA Ellen Bakerová, letový specialista, NASA Gregory Harbaugh, letový specialista, NASA Bonnie Dunbarová, letový specialista, NASA                                                    | 27. červen 1995 19:32:19 UTC Atlantis               | 9 dní 19 hodin 22 minut     | 7. červenec 1995 14:54:34 UTC Atlantis               |                                                                   |                             |
| 19. základní expedice (EO-19) |                                                     |                             |                                                      |                                                                   |                             |
| Anatolij Solovjov, velitel, CPK Nikolaj Budarin, palubní inženýr, Eněrgija | 27. červen 1995 19:32:19 UTC Atlantis (mise STS-71) | 75 dní 11 hodin 20 minut    | 11. září 1995 06:52:40 UTC Sojuz TM-21               | Jurij Onufrijenko Jurij Usačov                                    |                             |
| 20. základní expedice (EO-20, program Euromir 95) |                                                     |                             |                                                      |                                                                   |                             |
| Jurij Gidzenko, velitel, CPK Sergej Avdějev, palubní inženýr, Eněrgija Thomas Reiter, palubní inženýr 2, ESA | 3. září 1995 09:00:23 UTC Sojuz TM-22               | 179 dní 1 hodina 42 minut   | 29. únor 1996 10:42:08 UTC Sojuz TM-22               | Gennadij Manakov Pavel Vinogradov Christer Fuglesang              |                             |
| STS-74 |                                                     |                             |                                                      |                                                                   |                             |
| Kenneth Cameron, velitel, NASA James Halsell, pilot, NASA Jerry Ross, letový specialista, NASA William McArthur, Jr., letový specialista, NASA Chris Hadfield, letový specialista, CSA                                                       | 12. listopad 1995 12:30:43 UTC Atlantis             | 8 dní 4 hodiny 31 minut     | 20. listopad 1995 17:01:27 UTC Atlantis              |                                                                   |                             |
| 21. základní expedice (EO-21) |                                                     |                             |                                                      |                                                                   |                             |
| Jurij Onufrijenko, velitel, CPK Jurij Usačov, palubní inženýr, Eněrgija | 21. únor 1996 12:34:05 UTC Sojuz TM-23              | 193 dni 19 hodin 8 minut    | 2. září 1996 07:41:40 UTC Sojuz TM-23                | Vasilij Ciblijev Alexandr Lazutkin                                |                             |
| Shannon Lucidová, palubní inženýr 2, NASA | 22. březen 1996 08:13:04 UTC Atlantis (mise STS-76) | přešla do EO-22             | přešla do EO-22                                      | John Blaha                                                        |                             |
| STS-76 |                                                     |                             |                                                      |                                                                   |                             |
| Kevin Chilton, velitel, NASA Richard Searfoss, pilot, NASA Linda Godwinová, letový specialista, NASA Michael Clifford, letový specialista, NASA Ronald Sega, letový specialista, NASA                                                        | 22. březen 1996 08:13:04 UTC Atlantis               | 9 dní 5 hodin 16 minut      | 31. březen 1996 13:28:57 UTC Atlantis                |                                                                   |                             |
| 22. základní expedice (EO-22) |                                                     |                             |                                                      |                                                                   |                             |
| Valerij Korzun, velitel, CPK Alexandr Kaleri, palubní inženýr, Eněrgija | 17. srpen 1996 13:18:03 UTC Sojuz TM-24             | 196 dní 17 hodin 26 minut   | 2. březen 1997 06:44:16 UTC Sojuz TM-24              | Gennadij Manakov Pavel Vinogradov                                 |                             |
| Shannon Lucidová, palubní inženýr 2, NASA | přešla z EO-21                                      | 188 dní 4 hodiny 0 minut    | 26. září 1996 12:13:13 UTC Atlantis (mise STS-79)    | přešla z EO-21                                                    |                             |
| John Blaha, palubní inženýr 2, NASA | 16. září 1996 08:54:49 UTC Atlantis (mise STS-79)   | 128 dní 5 hodin 28 minut    | 22. leden 1997 14:23:51 UTC Atlantis (mise STS-81)   | Jerry Linenger                                                    |                             |
| Jerry Linenger, palubní inženýr 2, NASA | 12. leden 1997 09:27:23 UTC Atlantis (mise STS-81)  | přešel do EO-23             | přešel do EO-23                                      | Michael Foale                                                     |                             |
| 13. návštěvní expedice (EP-13, program Cassiopée) |                                                     |                             |                                                      |                                                                   |                             |
| Claudie André-Deshaysová, kosmonaut-výzkumník, CNES | 17. srpen 1996 13:18:03 UTC Sojuz TM-24             | 15 dní 18 hodin 24 minut    | 2. září 1996 07:41:40 UTC Sojuz TM-23                | Léopold Eyharts                                                   |                             |
| STS-79 |                                                     |                             |                                                      |                                                                   |                             |
| William Readdy, velitel, NASA Terrence Wilcutt, pilot, NASA Thomas Akers, letový specialista, NASA Jerome Apt, letový specialista, NASA Carl Walz, letový specialista, NASA                                                                  | 16. září 1996 08:54:49 UTC Atlantis                 | 10 dní 3 hodiny 18 minut    | 26. září 1996 12:13:13 UTC Atlantis                  |                                                                   |                             |
| STS-81 |                                                     |                             |                                                      |                                                                   |                             |
| Michael Baker, velitel, NASA Brent W. Jett, Jr., pilot, NASA John Grunsfeld, letový specialista, NASA Marsha Ivinsová, letový specialista, NASA Peter Wisoff, letový specialista, NASA                                                       | 12. leden 1997 09:27:23 UTC Atlantis                | 10 dní 4 hodiny 55 minut    | 22. leden 1997 14:22:46 UTC Atlantis                 |                                                                   |                             |
| 23. základní expedice (EO-23) |                                                     |                             |                                                      |                                                                   |                             |
| Vasilij Ciblijev, velitel, CPK Alexandr Lazutkin, palubní inženýr, Eněrgija | 10. únor 1997 14:09:30 UTC Sojuz TM-25              | 184 dní 22 hodin 8 minut    | 14. srpen 1997 12:17:10 UTC Sojuz TM-25              | Talgat Musabajev Nikolaj Budarin                                  |                             |
| Jerry Linenger, palubní inženýr 2, NASA | přešel z EO-22                                      | 132 dní 4 hodiny 0 minut    | 24. květen 1997 13:27:44 UTC Atlantis (mise STS-84)  | přešel z EO-22                                                    |                             |
| Michael Foale, palubní inženýr 2, NASA | 15. květen 1997 09:07:48 UTC Atlantis (mise STS-84) | přešel do EO-24             | přešel do EO-24                                      | Janice Vossová                                                    |                             |
| 14. návštěvní expedice (EP-14, program Mir 97) |                                                     |                             |                                                      |                                                                   |                             |
| Reinhold Ewald, kosmonaut-výzkumník, DLR | 10. únor 1997 14:09:30 UTC Sojuz TM-25              | 19 dní 16 hodin 35 minut    | 2. březen 1997 06:44:16 UTC Sojuz TM-24              | Hans Schlegel                                                     |                             |
| STS-84 |                                                     |                             |                                                      |                                                                   |                             |
| Charles Precourt, velitel, NASA Eileen Collins, pilot, NASA Jean-Francois Clervoy, letový specialista, ESA Carlos Noriega, letový specialista, NASA Edward Lu, letový specialista, NASA Jelena Kondakovová, letový specialista, Eněrgija     | 15. květen 1997 09:07:48 UTC Atlantis               | 9 dní 5 hodin 20 minut      | 24. květen 1997 13:27:44 UTC Atlantis                |                                                                   |                             |
| 24. základní expedice (EO-24) |                                                     |                             |                                                      |                                                                   |                             |
| Anatolij Solovjov, velitel, CPK Pavel Vinogradov, palubní inženýr, Eněrgija | 5. srpen 1997 15:35:54 UTC Sojuz TM-26              | 197 dní 17 hodin 35 minut   | 19. únor 1998 09:10:30 UTC Sojuz TM-26               | Gennadij Padalka Sergej Avdějev                                   |                             |
| Michael Foale, palubní inženýr 2, NASA | přešel z EO-23                                      | 144 dní 13 hodin 47 minut   | 6. říjen 1997 21:55:00 UTC Atlantis (mise STS-86)    | přešel z EO-23                                                    |                             |
| David Wolf, palubní inženýr 2, NASA | 26. září 1997 02:34:19 UTC Atlantis (mise STS-86)   | 127 dní 20 hodin 1 minuta   | 31. leden 1998 22:36:00 UTC Endeavour (mise STS-89)  | Andrew Thomas                                                     |                             |
| Andrew Thomas, palubní inženýr 2, NASA | 23. leden 1998 01:48:15 UTC Endeavour (mise STS-89) | přešel do EO-25             | přešel do EO-25                                      | Janice Vossová                                                    |                             |
| STS-86 |                                                     |                             |                                                      |                                                                   |                             |
| James Wetherbee, velitel, NASA Michael Bloomfield, pilot, NASA Vladimir Titov, letový specialista, CPK Scott Parazynski, letový specialista, NASA Jean-Loup Chrétien, letový specialista, CNES Wendy Lawrenceová, letový specialista, NASA   | 26. září 1997 02:34:19 UTC Atlantis                 | 10 dní 19 hodin 21 minut    | 6. říjen 1997 21:55:00 UTC Atlantis                  |                                                                   |                             |
| STS-89 |                                                     |                             |                                                      |                                                                   |                             |
| Terrence Wilcutt, velitel, NASA Joe Edwards, pilot, NASA James Reilly, letový specialista, NASA Michael Anderson, letový specialista, NASA Bonnie Dunbarová, letový specialista, NASA Saližan Šaripov, letový specialista, CPK               | 23. leden 1998 01:48:15 UTC Endeavour               | 8 dní 19 hodin 47 minut     | 31. leden 1998 22:36:00 UTC Endeavour                |                                                                   |                             |
| 25. základní expedice (EO-25) |                                                     |                             |                                                      |                                                                   |                             |
| Talgat Musabajev, velitel, CPK Nikolaj Budarin, palubní inženýr, Eněrgija | 29. leden 1998 16:33:42 UTC Sojuz TM-27             | 207 dní 12 hodin 51 minut   | 25. srpen 1998 05:24:44 UTC Sojuz TM-27              | Viktor Afanasjev Sergej Treščov                                   |                             |
| Andrew Thomas, palubní inženýr 2, NASA | přešel z EO-24                                      | 140 dní 15 hodin 12 minut   | 12. červen 1998 18:00:17 UTC Discovery (mise STS-91) | přešel z EO-24                                                    |                             |
| 15. návštěvní expedice (EP-15, program Pégase) |                                                     |                             |                                                      |                                                                   |                             |
| Léopold Eyharts, kosmonaut-výzkumník, CNES | 29. leden 1998 16:33:42 UTC Sojuz TM-27             | 20 dní 16 hodin 37 minut    | 19. únor 1998 09:10:30 UTC Sojuz TM-26               | Jean-Pierre Haignére                                              |                             |
| STS-91 |                                                     |                             |                                                      |                                                                   |                             |
| Charles Precourt, velitel, NASA Dominic Gorie, pilot, NASA Wendy Lawrenceová, letový specialista, NASA Franklin Chang-Diaz, letový specialista, NASA Janet Kavandiová, letový specialista, NASA Valerij Rjumin, letový specialista, Eněrgija | 2. červen 1998 22:06:24 UTC Discovery               | 9 dní 19 hodin 54 minut     | 12. červen 1998 18:00:17 UTC Discovery               |                                                                   |                             |
| 26. základní expedice (EO-26) |                                                     |                             |                                                      |                                                                   |                             |
| Gennadij Padalka, velitel, CPK | 13. srpen 1998 09:43:11 UTC Sojuz TM-28             | 198 dní 16 hodin 31 minut   | 28. únor 1999 02:14:30 UTC Sojuz TM-28               | Sergej Zaljotin                                                   |                             |
| Sergej Avdějev, palubní inženýr, Eněrgija | 13. srpen 1998 09:43:11 UTC Sojuz TM-28             | přešel do EO-27             | přešel do EO-27                                      | Alexandr Kaleri                                                   |                             |
| 16. návštěvní expedice (EP-16) |                                                     |                             |                                                      |                                                                   |                             |
| Jurij Baturin, palubní inženýr (start), kosmonaut-výzkumník (přistání), CPK | 13. srpen 1998 09:43:11 UTC Sojuz TM-28             | 11 dní 19 hodin 42 minut    | 25. srpen 1998 05:24:44 UTC Sojuz TM-27              | Oleg Kotov                                                        |                             |
| 27. základní expedice (EO-27, program Persée) |                                                     |                             |                                                      |                                                                   |                             |
| Viktor Afanasjev, velitel, CPK Jean-Pierre Haigneré, palubní inženýr, ESA | 20. únor 1999 04:18:01 UTC Sojuz TM-29              | 188 dní 20 hodin 16 minut   | 28. srpen 1999 00:34:20 UTC Sojuz TM-29              | Saližan Šaripov Claudie André-Deshaysová                          |                             |
| Sergej Avdějev, palubní inženýr, Eněrgija | přešel z EO-26                                      | 379 dní 14 hodin 51 minut   | 28. srpen 1999 00:34:20 UTC Sojuz TM-29              | přešel z EO-26                                                    |                             |
| 17. návštěvní expedice (EP-17, program Štefánik) |                                                     |                             |                                                      |                                                                   |                             |
| Ivan Bella, kosmonaut-výzkumník, Letectvo Slovenska | 20. únor 1999 04:18:01 UTC Sojuz TM-29              | 7 dní 21 hodin 56 minut     | 28. únor 1999 02:14:30 UTC Sojuz TM-28               | Michal Fulier                                                     |                             |

### Páté osídlení
| Posádka                                                                  | Datum startu, vynášející loď           | Doba letu                     | Datum přistání, návratová loď            | Záložní posádka                  |                               |
| 28. základní expedice (EO-28)                                            | 28. základní expedice (EO-28)          | 28. základní expedice (EO-28) | 28. základní expedice (EO-28)            | 28. základní expedice (EO-28)    | 28. základní expedice (EO-28) |
| ------------------------------------------------------------------------ | -------------------------------------- | ----------------------------- | ---------------------------------------- | -------------------------------- | ----------------------------- |
| Sergej Zaljotin, velitel, CPK Alexandr Kaleri, palubní inženýr, Eněrgija | 4. duben 2000 05:01:29 UTC Sojuz TM-30 | 72 dní 19 hodin 42 minut      | 16. červen 2000 00:43:45 UTC Sojuz TM-30 | Saližan Šaripov Pavel Vinogradov |                               |

## Podklady k sestavení seznamu
Seznam byl sestaven na základě údajů ze stránek encyklopedie ASTROnote, kapitola Orbitální lety (Орбитальные полеты), oddíl Pilotované kosmické lety (Пилотируемые космические полёты). Údaje byly ověřeny v encyklopedii MEK. Malá encyklopedie kosmonautiky, článek Mir, kapitola Mir – lety, a v encyklopedii SPACE 40.